# آلیسون گریگورکا
آلیسون گریگورکا (انگلیسی: Alison Gregorka؛ زادهٔ june ۲۹, ۱۹۸۵ (۳۹ سال)) از برندگان مدال‌های بازی‌های المپیک تابستانی و ورزشکار واترپلو اهل ایالات متحده آمریکا است.
وی در مسابقات کشوری و بین‌المللی در مجموع برندهٔ ۲ مدال طلا، ۱ مدال نقره شده‌است.